# 데이비드 아이슬리

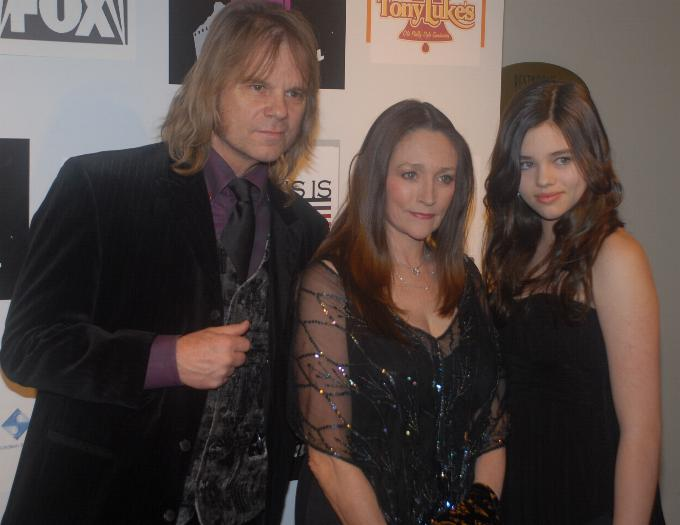

데이비드 아이슬리(David Glen Eisley, 1952년 9월 5일 ~ )는 미국의 텔레비전 배우, 영화 배우, 가수이다.

## 방송
- 제7의 천국
- 비버리힐즈의 아이들